# Pseudoeurycea longicauda
Espèce
Statut de conservation UICN

 EN B1ab(iii) : En danger
Pseudoeurycea longicauda est une espèce d'urodèles de la famille des Plethodontidae.

## Répartition
Cette espèce est endémique du Mexique. Elle se rencontre de 2 650 à 3 000 m d'altitude dans la Sierra de Temazcaltepec dans l'est du Michoacán et dans l'ouest de l'État de Mexico.

## Publication originale
- Lynch, Wake & Yang, 1983 : Genic and morphological differentiation in Mexican Pseudoeurycea (Caudata: Plethodontidae). Copeia, vol. 1983, p. 884-894.